# Brat (film 1997)
Brat (ros. Брат) – rosyjski dramat sensacyjny z 1997 roku w reżyserii Aleksieja Bałabanowa. Pierwszy film poradzieckiej Rosji odpowiadający wszystkim standardom przeboju kinowego, jak również filmu kultowego. Obraz przyniósł ogromną popularność i sławę odtwórcy głównej roli Siergiejowi Bodrowowi, zaś grany przez niego Daniła Bagrow stał się symbolem młodego pokolenia Rosjan przełomu tysiącleci.
Zdjęcia kręcono w Petersburgu i Priozersku. W filmie wykorzystano muzykę rosyjskiego zespołu Nautilus Pompilius. Obraz doczekał się cieszącej się powodzeniem kontynuacji pt. Brat 2 (2000).

## Fabuła
Daniła Bagrow powraca do domu z wojny w Czeczenii i nie może znaleźć dla siebie miejsca na głuchej prowincji rosyjskiej. Matka namawia go, aby wyjechał do Petersburga, gdzie jego starszy brat Wiktor od lat robi karierę i jest dla matki powodem do dumy. W Petersburgu Daniła dowiaduje się, że tak naprawdę jego brat jest płatnym zabójcą o ksywie Tatar. Wiktor naraził się różnym przestępcom korzystającym z jego usług, w tym mafiozowi Krągłemu i gangowi Czeczenów i namawia Daniłę do współpracy i pozbycia się ich. Wykorzystując umiejętności wyniesione z wojska Daniła okaże się znacznie skuteczniejszy niż brat. Ostatecznie jednak będzie musiał opuścić Petersburg.

## Obsada
- Siergiej Bodrow jako Daniła Siergiejewicz Bagrow
- Wiktor Suchorukow jako Wiktor Siergiejewicz Bagrow pseudonim "Tatar", brat Daniły
- Swietłana Piśmiczenko jako Swieta
- Marija Żukowa jako Ket
- Jurij Kuzniecow jako Hoffman, Niemiec
- Wiaczesław Butusow jako on sam
- Irina Rakszyna jako Zinka
- Siergiej Murzin jako Krugłyj
- Anatolij Żurawlow jako nerwowy bandyta
- Igor Szybanow jako milicjant
- Andriej Fiedorcow jako Stiopa
- Andriej Krasko jako właściciel mieszkania

## Nagrody i nominacje
- 1997: MFF w Karlowych Warach – nominacja do Kryształowego Globu
- 1997: Festiwal Młodego Kina Wschodnioeuropejskiego w Chociebużu – Nagroda FIPRESCI i Nagroda specjalna
- 1997: MFF w Chicago – Nagroda Silver Hugo dla najlepszego aktora (Siergiej Bodrow) i nominacja do nagrody Gold Hugo za najlepszy film
- 1997: Festiwal "Kinotawr" w Soczi – Grand Prix